# Берлінгтон (Массачусетс)
Берлінгтон (англ. Burlington) — місто (англ. town) в США, в окрузі Міддлсекс штату Массачусетс. Населення — 26 377 осіб (2020).

## Демографія
Згідно з переписом 2010 року, у місті мешкало 24 498 осіб у 9269 домогосподарствах у складі 6654 родин. Було 9668 помешкань
Расовий склад населення:
| - 80,8 % — білих - 13,4 % — азіатів - 3,3 % — чорних або афроамериканців - 0,2 % — корінних американців |

До двох чи більше рас належало 1,6 %. Частка іспаномовних становила 2,4 % від усіх жителів.
За віковим діапазоном населення розподілялося таким чином: 22,0 % — особи молодші 18 років, 61,2 % — особи у віці 18—64 років, 16,8 % — особи у віці 65 років та старші. Медіана віку мешканця становила 41,6 року. На 100 осіб жіночої статі у місті припадало 95,2 чоловіків;  на 100 жінок у віці від 18 років та старших — 92,0 чоловіків також старших 18 років.
Середній дохід на одне домашнє господарство  становив 123 122 долари США (медіана — 99 254), а середній дохід на одну сім'ю — 139 554 долари (медіана — 119 987). Медіана доходів становила 83 382 долари для чоловіків та 65 994 долари для жінок. За межею бідності перебувало 4,0 % осіб, у тому числі 4,3 % дітей у віці до 18 років та 4,4 % осіб у віці 65 років та старших.
Цивільне працевлаштоване населення становило 13 598 осіб. Основні галузі зайнятості: освіта, охорона здоров'я та соціальна допомога — 26,5 %, науковці, спеціалісти, менеджери — 18,3 %, виробництво — 11,1 %, роздрібна торгівля — 9,9 %.